# Gościnna
Gościnna – wieś w Polsce położona w województwie łódzkim, w powiecie piotrkowskim, w gminie Gorzkowice.
W latach 1975–1998 miejscowość administracyjnie należała do województwa piotrkowskiego.

## Zabytki
Według rejestru zabytków Narodowego Instytutu Dziedzictwa na listę zabytków wpisany jest park dworski z XIX wieku, nr rej.: 307 z 31.08.1983 i z 14.09.1993.